# Squalo Tigre (Marvel Comics)
Squalo Tigre (Tiger Shark), il cui vero nome è Todd Arliss, è un personaggio dei fumetti, creato da Roy Thomas (testi) e John Buscema (disegni), pubblicato dalla Marvel Comics. È un supercriminale, la cui prima apparizione avviene in Namor, the Sub-Mariner (prima serie) n. 5 (settembre 1968).

## Biografia del personaggio
Rimasto gravemente ferito alla schiena e alle gambe durante il salvataggio di un uomo che stava affogando, il campione olimpico Todd Arliss per poter ritornare a nuotare accettò di sottoporsi alle cure sperimentali del dottor Lemuel Dorcas. Il medico, che grazie al "morphotron" era in grado di mescolare geni umani e animali, intendeva inserire geni di squalo tigre in quelli di Arliss. Accidentalmente, però, insieme allo squalo, Dorcas catturò anche Namor e quindi anche i geni di quest'ultimo furono impressi in quelli del campione olimpico: fu così che Arliss subì una trasformazione radicale acquisendo superpoteri anfibi. Sperando di servirsi di Arliss per scopi criminali, il dottor Dorcas gli diede il nome di Squalo Tigre e un costume. Questi però riuscì a fuggire in mare aperto e a conquistare il trono di Atlantide, finché Namor non fece ritorno e riuscì a catturarlo.
Squalo Tigre riuscì ancora una volta a fuggire, e si recò questa volta nei Sargassi dove si mise alla testa di un gruppo di marinai ivi imprigionati. Sconfitto nuovamente da Namor, strinse un patto con Lady Dorma, la fidanzata di Namor: se questa avesse promesso di sposare lui, Squalo Tigre l'avrebbe aiutata a salvare Atlantide da Orka (anch'esso creato dal Dott. Dorcas) e dal traditore Krang. Durante la furiosa battaglia, però, Orka e Squalo Tigre furono entrambi risucchiati in una fenditura nel fondale marino.
Arliss riuscì comunque a salvarsi ma scoprì che i suoi poteri stavano scemando. Decise quindi di unirsi a lemuriana Llyra e Lymondo, nemici di Namor, che erano riusciti a replicare il morphotron. Essi si servirono del padre di Namor, Leonard Mackenzie, come ostaggio per attirare e catturare il Sub-Mariner, in modo da restituire i superpoteri a Squalo Tigre. Il piano ebbe esito positivo ma l'arrivo di Stingray, alleato di Namor, costrinse Arliss alla fuga. Leonard Mackenzie fu comunque ucciso.
La rivalità fra Squalo Tigre e Namor andò ancora aumentando e, alleatosi di nuovo con il Dott. Dorcas, che nel frattempo aveva creato un esercito di uomini pesce, Squalo Tigre riuscì a catturare il Sub-Mariner nonché l'Uomo Ragno. I due poterono fortunosamente fuggire e distruggere la base dei nemici. Squalo Tigre e il Dott. Dorcas si affiancarono allora ad Attuma, insieme al quale ricatturarono Namor: fu l'intervento del Dott. Destino, che sperava di allearsi con il Sub-Mariner, a risolvere questa volta la situazione. In cerca di vendetta, Namor sferrò un ultimo attacco ai criminali, catturando Squalo Tigre e consegnandolo poi alle autorità. Il Dott. Dorcas riuscì invece a salvarsi.
Squalo Tigre non rimase comunque in carcere a lungo: una volta fuggito cercò la rivalsa su Namor rapendo Namorita ma il suo piano fallì miseramente grazie all'intervento di Ms. Marvel. In seguito Squalo Tigre fu reclutato tra i Signori del male prima da Testa d'Uovo e poi dal Barone Zemo (Helmut Zemo). Dopo avere abbandonato il gruppo, Squalo Tigre fu individuato da Tigra ed Hellcat a San Francisco e nuovamente arrestato. Sfruttando, però, la capacità degli squali di rallentare il proprio metabolismo fino al punto da essere ritenuto morto, egli riuscì ad evadere e a rapire sua sorella Diane, che era anche la moglie di Stingray. In un'ultima tremenda battaglia in una caverna marina, il lato umano di Squalo Tigre ebbe il sopravvento quando, mentre la caverna stava franando su di loro, scelse di sacrificarsi pur di aiutare Stingray e Diane a salvarsi. Tutti lo credettero morto, ma così non era.
Per un po' fu al servizio di Kingpin ma, essendo stato sonoramente sconfitto da La Bandera e Wolverine, si mise a vagare e finì con l'unirsi ad un gruppo di nomadi marini: Con questi la sua vita cambiò profondamente: non solo prese il nome in Arlys Tigershark, ma si sposò una donna, proviene da tribù di nomadi sottomarina e presto la moglie rimase incinta. Lo sterminio del popolo nomade, e di sua moglie, da parte dei Faceless Ones pose fine a quella breve pausa di felicità. Egli si ritirò nel Mare dei Sargassi insieme a colei che lo aveva salvato, Tamara Rahn.
Arlys era profondamente mutato e negli anni successivi affiancò ripetutamente Namor e gli Atlantiani, in primo luogo proprio contro i Faceless Ones. Egli divenne anche protettore del People of Mist e un membro dei Deep Six. Non si sa esattamente quando, Squalo Tigre subì un'ulteriore mutazione che inasprì i tratti da squalo, rendendogli anche difficile parlare. In questa nuova forma, abbandonò l'oceano per unirsi prima ai Signori del male di Crimson Cowl e poi di nuovo ai Deep Six guidati da Attuma, che si opponevano ai Difensori, alleati di Namor. Non ebbe però fortuna e fu di nuovo imprigionato. A nulla valsero ripetute evasione: ogni volta fu ricatturato.